# Остбеверн
Остбеверн (њем. Ostbevern) општина је у њемачкој савезној држави Северна Рајна-Вестфалија. Једно је од 13 општинских средишта округа Варендорф. Према процјени из 2010. у општини је живјело 10.665 становника. Посједује регионалну шифру (AGS) 5570032, NUTS (DEA38) и LOCODE (DE OTV) код.

## Географски и демографски подаци
Остбеверн се налази у савезној држави Северна Рајна-Вестфалија у округу Варендорф. Општина се налази на надморској висини од 54 метра. Површина општине износи 89,5 km². У самом мјесту је, према процјени из 2010. године, живјело 10.665 становника. Просјечна густина становништва износи 119 становника/km².